# Конакбаев, Серик Керимбекович
Серик Керимбекович Конакбаев (каз. Серік Керімбекұлы Қонақбаев, 25 октября 1959, Павлодар, Казахская ССР, СССР) — советский боксёр и политический деятель Казахстана. Серебряный призёр летних Олимпийских игр 1980 года в Москве, серебряный призёр чемпионата мира (1982), двукратный обладатель Кубка мира (1979, 1981), двукратный чемпион Европы (1979, 1981). Лучший боксер-любитель мира (1981). Депутат мажилиса парламента Республики Казахстан 2—4 созывов (1999—2011).
Заслуженный мастер спорта СССР (1981).

## Биография
Происходит из рода жаныс племени дулат Занимался боксом под руководством заслуженного казахского тренера Юрия Андреевича Цхая.
В 1981 году окончил Джамбулский гидромелиоративно-строительный институт, получив квалификацию «инженер-строитель». В 1984 году окончил Казахский государственный институт физической культуры. В 1999 году получил второе высшее юридическое образование в Международном Казахско-Турецком университете имени Х. А. Яссави. В 2006 году получил учёную степень кандидата экономических наук.
В 1981 году Серика Конакбаева официально признали лучшим боксёром-любителем мира, поэтому во время очередного турне по США в составе сборной СССР ему предложили выйти на ринг против лучшего боксёра-профессионала планеты Рэя Шугара Леонарда, призовой фонд должен был составить миллион долларов США плюс автомобиль «Мерседес» каждому из участников боя. Конакбаев дал своё согласие, однако в Госкомспорте СССР ему запретили даже думать о возможной встрече с любым из зарубежных профессионалов. В случае неподчинения его обещали на всю оставшуюся жизнь сделать «невыездным» из страны.
В 1984 году СССР бойкотировал Олимпийские игры в Лос-Анджелесе, где у Конакбаева были значительные шансы побороться за золото. Американский спортивный обозреватель Говард Коселл заявил по этому поводу:

Что касается Советов, то они уже более не являются доминирующей силой в боксе, но у них есть несколько хороших боксёров, один из которых человек по фамилии Конакбаев, который бился с Бриландом на Чемпионате мира 1982 года.— 
В 1981 году начал работать старшим инспектором в Алма-Атинском областном сельхозуправлении. В 1984 году работал начальником Республиканской ударной комсомольской стройки Большого Алматинского канала, в 1985 году — секретарём Алма-Атинского обкома комсомола, первым секретарём Алма-Атинского горкома комсомола.
В 1986—1990 годах работал государственным тренером сборной команды Казахстана по боксу, президентом спортивно-коммерческого клуба «Казахстан».
После завершения карьеры боксёра в 1991 году ему из Москвы позвонил президент Федерации профессионального бокса России Виктор Агеев с предложением организовать в Казахстане аналогичную организацию, при этом идея исходила от президента Всемирной боксёрской ассоциации (WBA) Джильберто Мендозы.
С августа 1992 года по апрель 2007 года Серик Конакбаев являлся президентом Федерации профессионального бокса Казахстана.
С апреля 2007 года — первый вице-президент Федерации любительского бокса Республики Казахстан, с февраля 2009 года — вице-президент Казахстанской федерации бокса по работе с судейским корпусом.
В 1996—1998 годах работал руководителем аппарата акима Жамбылской области, заместителем акима Бостандыкского района Алма-Аты. С июня 1998 года работал генеральным менеджером Акционерного общества «Өнім».
В 1998—1999 годах Серик Конакбаев являлся исполнительным директором Жамбылского областного филиала Общественного объдинения «Общественный штаб в поддержку кандидата в Президенты Республики Казахстан Н. А. Назарбаева».
В 1999 году был избран депутатом Мажилиса Парламента Республики Казахстан по партийному списку Народно-демократической партии «Отан» (Отчизна), № 4 в списке. С 2004 по 2011 годы был депутатом Мажилиса Парламента Республики Казахстан, избранным от Жамбылской области.
В 2010 году был избран в состав Исполнительного комитета Международной ассоциации любительского бокса (АИБА) на Конгрессе в г. Алматы. В ноябре 2014 годы был избран вице-президентом АИБА, президентом Азиатской конфедерации бокса (ASBS). С 2014 по 2018 годы также являлся членом Исполкома АИБА, председателем Комиссии АИБА по делам спортсменов и молодежи. В октябре 2018 года был кандидатом в президенты АИБА (Конгресс в г. Москве).

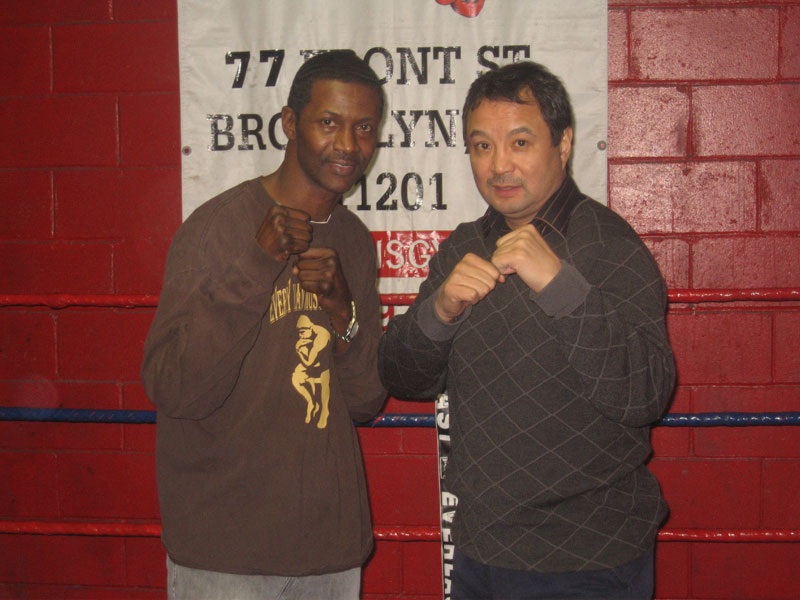
Марк Бриланд и Серик Конакбаев в 2010 году.

В декабре 2003 года в Алма-Ате проходил торжественный вечер чествования чемпионов мира того года Геннадия Головкина и Галиба Джафарова, на котором вице-президент Карагандинской областной федерации бокса предложил кандидатуру Конакбаева на пост президента Федерации любительского бокса Казахстана. Серик Конакбаев поблагодарил всех присутствующих за оказанное доверие, однако сделал самоотвод.
25 октября 2009 года в честь 50-летия Конакбаева в Алма-Ате прошла презентация книги «Серик Конакбаев: 50 лет успеха и побед» и демонстрация документального фильма «Боксёры», в котором были показаны его наиболее яркие бои. С юбилеем его поздравили: председатель мажилиса Урал Мухамеджанов (вручил Конакбаеву благодарственное письмо президента Казахстана Н. А. Назарбаева), министр туризма и спорта Темирхан Досмухамбетов, аким Алма-Аты Ахметжан Есимов, президент Федерации бокса Казахстана Тимур Кулибаев, наставник Конакбаева, заслуженный тренер СССР Юрий Цхай, спортсмены Константин Цзю, Виктор Рыбаков, Шамиль Сабиров, Исраел Акопкохян, Виталий Качановский, Вячеслав Яновский, Владимир Шин, Нелли Ким и другие. В рамках юбилея также прошёл футбольный матч между сборной боксёров Казахской ССР и сборной легенд советского и российского бокса, завершившийся со счётом 5:5, а также международный турнир по боксу.

## Главные матчи
| 1.  | Чемпионат Европы май 1979 г., Кёльн, ФРГ         |
| 2.  | Кубок Мира октябрь-ноябрь 1979 г., Нью-Йорк, США |
| 3.  | Спартакиада народов СССР июль 1979 г., Москва    |
| 4.  | Матч СССР-США январь 1980 г., Москва             |
| 5.  | Чемпионат СССР май 1980 г., Ростов-на-Дону       |
| 6.  | Олимпийские игры июль-август 1980 г., Москва     |
| 7.  | Матч США-СССР январь-февраль 1981 г., Лас-Вегас  |
| 8.  | Чемпионат Европы май 1981 г., Финляндия          |
| 9.  | Кубок Мира ноябрь 1981 г., Монреаль              |
| 10. | Матч СССР-США 1982 г., Москва                    |
| 11. | Чемпионат Мира май 1982 г., Мюнхен               |
| 12. | Матч США-СССР январь 1983 г., США                |
| 13. | Матч СССР-США 1984 г., Москва                    |
| 14. | Чемпионат СССР 1984 г., г. Ташкент               |

## Фильмография
Серик Конакбаев сыграл советского моряка Булата (главную роль) в известном советском приключенческом фильме «Тайны мадам Вонг» (киностудия «Казахфильм», 1986).

## Государственные награды и почётные звания
- Орден Парасат (2009)[12]
- Орден «Курмет» (2004)
- медаль «Қазақстан Республикасының тәуелсіздігіне 10 жыл» (10 лет независимости Республики Казахстан) (2001)
- медаль «Қазақстан Республикасының Парламентіне 10 жыл» (10 лет Парламенту Республики Казахстан) (2006)
- медаль «За трудовую доблесть» (1980)
- медаль «За трудовое отличие» (1984)
- Государственная молодёжная премия «Дарын» (1993)
- Почётный профессор Казахской академии спорта и туризма
- Почётный гражданин Павлодарской области (2016)
- Орден «Золотой звезды» (Polar Star), Монголия (21 июня 2018 года)
- Орден «Содружество» (30 мая 2007 года, Межпарламентская ассамблея СНГ) — за активное участие в деятельности Межпарламентской Ассамблеи и её органов, вклад в укрепление дружбы между народами государств — участников Содружества[13]
- Медаль «МПА СНГ. 25 лет» (27 марта 2017 года, Межпарламентская ассамблея СНГ) — за заслуги в деле развития и укрепления парламентаризма, за вклад в развитие и совершенствование правовых основ функционирования Содружества Независимых Государств, укрепление международных связей и межпарламентского сотрудничества[14]
- Почётный знак «За заслуги в развитии физической культуры, спорта и туризма» (27 марта 2017 года, Межпарламентская ассамблея СНГ) — за значительный вклад в развитие физической культуры, спорта и туризма в государствах — участниках Содружества Независимых Государств, реализацию идей сотрудничества в сфере физической культуры, спорта и туризма[15]

## Семья
Отец — Конакбаев Керимбек (1934—1977), был кандидатом технических наук, погиб в автокатастрофе.
Мать — Конакбаева Балтуган Темиргалиевна (1934—1996), работала преподавателем.
Имеет троих детей.